# Lewiston (Utah)
Lewiston è un comune degli Stati Uniti d'America, nella contea di Cache nello Stato dello Utah.